# Jesé
Jesé Rodríguez Ruiz (n. 26 februarie 1993, Las Palmas de Gran Canaria, Las Palmas, Spania), cunoscut simplu ca Jesé (pronunție în spaniolă [xeˈse]), este un fotbalist spaniol, care joacă pe post de mijlocaș lateral sau atacant la Johor Darul Takzim F.C.⁠(d) în Super Liga Malaezia. Pe plan internațional, are prezențe la națională pentru Spania U-16⁠(d), Spania U17⁠(d), Spania U-18⁠(d), Spania U-19⁠(d), Spania U-20⁠(d) și Spania U-21.
Fiind un ”produs” al academiei Real Madrid, Jesé a debutat în echipa de seniori a clubului în 2011, și a fost promovat în prima echipă pentru sezonul 2013-2014, dar în 2016 a părăsit echipa madrilenă pentru gruparea franceză PSG..

## Palmares

### Club
Real Madrid
- La Liga: 2011–12
- Copa del Rey (1): 2013–14
- Liga Campionilor UEFA (1): 2013–2014
- Supercupa Europei (1): 2014

Real Madrid Castilla
- Segunda División B: 2011–12

### Națională
Spania U-17
- Campionatul European de Fotbal U-17: Finalist 2010

Spania U-19
- Campionatul European de Fotbal U-19: 2012

### Individual
- Campionatul European de Fotbal U-19: Golgheter – 2012
- Campionatul Mondial de Fotbal U-20: Gheata de Bronz – 2013

## Statistici de club
La 18 March 2014.
| Club                 | Sezon         | Ligă    | Ligă   | Cupă    | Cupă   | Continental | Continental | Total   | Total  |
| Club                 | Sezon         | Meciuri | Goluri | Meciuri | Goluri | Meciuri     | Goluri      | Meciuri | Goluri |
| -------------------- | ------------- | ------- | ------ | ------- | ------ | ----------- | ----------- | ------- | ------ |
| Real Madrid Castilla | 2010–11       | 3       | 0      | —       | —      | —           | —           | 3       | 0      |
| Real Madrid Castilla | 2011–12       | 39      | 10     | 3       | 2      | —           | —           | 42      | 12     |
| Real Madrid Castilla | 2012–13       | 38      | 22     | —       | —      | —           | —           | 38      | 22     |
| Real Madrid Castilla | Total         | 80      | 32     | 3       | 2      | —           | —           | 83      | 34     |
| Real Madrid          | 2011–12       | 1       | 0      | 1       | 0      | 0           | 0           | 2       | 0      |
| Real Madrid          | 2013–14       | 18      | 5      | 8       | 3      | 5           | 0           | 31      | 8      |
| Real Madrid          | Total         | 19      | 5      | 9       | 3      | 5           | 0           | 33      | 8      |
| Total carieră        | Total carieră | 99      | 37     | 12      | 5      | 5           | 0           | 116     | 42     |